# (35871) 1999 JW70
1999 JW70 (asteroide 35871) é um asteroide da cintura principal. Possui uma excentricidade de 0.13971320 e uma inclinação de 6.40199º.
Este asteroide foi descoberto no dia 12 de maio de 1999 por LINEAR em Socorro.